# Ahveroinen
Ahveroinen eller Ahveroisenlampi är en sjö i Finland. Den ligger i kommunen Haapajärvi i landskapet Norra Österbotten, i den centrala delen av landet, 400 km norr om huvudstaden Helsingfors. Ahveroinen ligger 145 meter över havet. Arean är 19,2 hektar och strandlinjen är 2,05 kilometer lång. Sjön  ingår i Kalajoki älvs huvudavrinningsområde.   I omgivningarna runt Ahveroinen växer i huvudsak blandskog. Den sträcker sig 0,6 kilometer i nord-sydlig riktning, och 1,1 kilometer i öst-västlig riktning.